# 社區緊急應變隊
社區緊急應變隊（英語：community emergency response team, CERT），在美国，社區緊急應變隊，包含：
- 依據聯邦緊急事務管理署CERT计划，由當地受支持的組織管理，为社区成员提供标准化培训和实施框架；
- 志愿应急人员组织。成員接受过基本救灾技能专门培训，并同意在发生重大灾害时，支援现有应急人员。

有时，社區緊急應變隊采用不同的名称，例如鄰里緊急應變隊( 英語： Neighborhood Emergency Response Team, NERT) ，或邻里应急隊( 英語：Neighborhood Emergency Team ,NET)。
社區緊急應變隊与民防相似，但除了軍事緊急狀況外，更包含非军事紧急況狀，通过事故現場指揮鏈（英語：Incident Command System, ICS），与地方到国家等各级政府應變機構协调。
2022 年，社區緊急應變隊计划与青年准备委员会 （页面存档备份，存于）一起转移到FEMA 的社区准备 （页面存档备份，存于）保护伞下。

## 组织
地方政府機關，通常為消防部门、警察局或应變管理機構，在其管辖范围内主管社區緊急應變隊。主管機關與社區緊急應變隊成员联络、部署，及培训或监督培训。许多主管機關會雇用全职社区服务人员作为社區緊急應變隊成员的联络人。在一些社区，联络人則是社區緊急應變隊的志願者。
當社區成員接受培训，同意加入社區緊急應變工作，便能成立社區緊急應變隊 (CERT) 。随着成员数量的增长，組織可能会拆分。CERT组织需遵守ICS原则的組織结构，以符合事故現場指揮鏈的控制幅度原则。
青少年社區緊急應變隊，或学生应急反应小组，由青少年组成 。青少年社區緊急應變隊，以学校社團、服务组织、冒險團、童軍等形式组建。培训也可能包含再学校的毕业课程中。一些社區緊急應變隊，會组建社團或組織，招募志愿者，聯絡主管機關进行培训，减轻主管機構的财力和人力资源负担。
非緊急狀況的平時，社區緊急應變隊可能会
- 为社区应變设备筹集资金
- 在社区活动中提供急救、人群控制或其他服务
- 举行规划、培训或招聘会议
- 进行或参加灾难应对演习

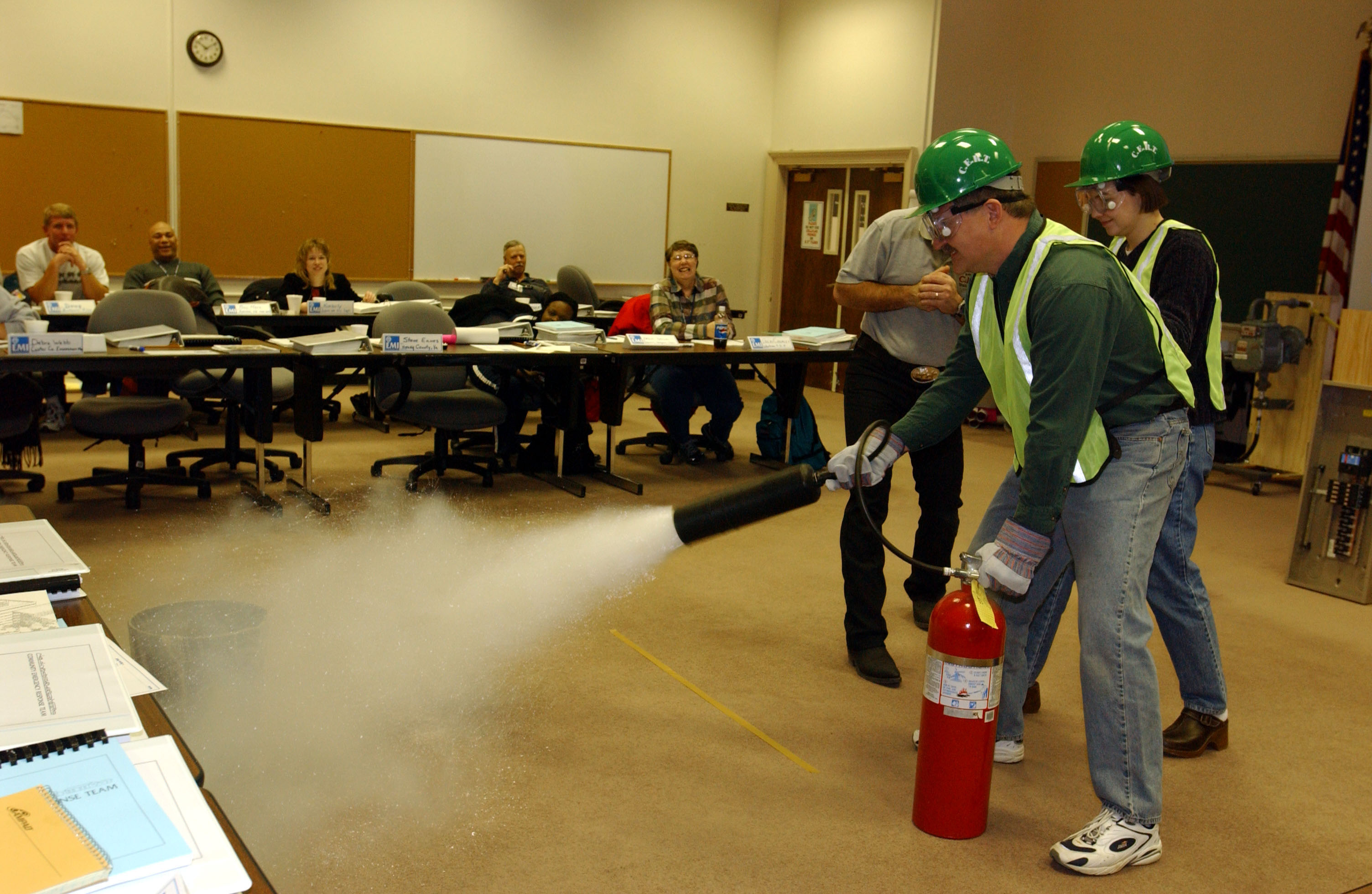
社区紧急响应小组 (CERT) 志愿者练习使用灭火器。

在《斯塔福德法案》限制下，一些主管機關會使用州和联邦拨款为社區緊急應變隊成员和团队购买设备。大多数社區緊急應變隊还拥有自己的设备。作为社区成员，社區緊急應變隊通常更了解社区的具体需求，而能因地制宜。

## 成員角色
聯邦緊急事務管理署 建议标准10人团队组成如下： 
- CERT 指揮官/事件指挥官（英語：CERT Leader/Incident Commander）： 一般来说，由首位到达现场的成员出任指挥官 (IC)，直到更有能力的成员到达为止。指揮官應針對现场进行初步评估，規劃行动方案；承担情報官角色，直到委派给其他成员；分配团队成员工作；指定分诊区、治疗区和交通路线等區域；协调和指导团队运作；确定后勤需求，如水、食物、医疗用品、交通、设备等，并确定通过现场团队成员或志愿者满足这些需求的方法；收集并撰写有关行动和受害者的报告；与地方政府和其他社區緊急應變隊指揮官进行沟通和协调。事故指挥官的身份可以通过安全帽上的两条交叉胶带来识别。
- 情報官/規劃员（英語：Safety Officer/ Dispatch）： 在部署前检查团队成员，确保成員安全并具备执行操作所需的装备；确定安全或不安全的工作环境；确保团队责任；监督团队成员和受害者面临直接人身风险的操作（如果可能），并在出现不安全情况时向团队成员发出警报。向团队成员通报有关情况的任何最新情况。密切关注事态的发展
- 灭火组（英語：Fire Suppression Team, 2人) 在指揮官监督下，在指定区域或根据需要扑灭小火；根据需要协助疏散和运输；根据需要，支援搜救組與醫療組，及分配的其他职责
- 搜救組（英語：Search and Rescue Team/Extraction, 2人) ： 在組長监督下工作，在适当情况下谨慎搜寻和营救受害者，并将伤者送往分诊或医院接受治疗 ;根据需要协助疏散和运输；根据需要，支援灭火组與醫療組，及分配的其他职责。
- 檢傷组（英語：Medical Triage Team/Field Medic, 2人) ： 在組長监督下，为现场发现的受災者進行檢傷分類（英語：Simple triage and rapid treatment, SMART）；根据需要协助疏散和运输；根据需要，支援搜救組與灭火组，及分配的其他职责。

- 医疗組（英語：Medical Treatment Team, 2人) ： 在組长的监督下工作，在培训范围内为受災者提供医疗服务。原則上，在治疗区工作；根据需要，支援搜救組與檢傷组，及分配的其他职责。

所有社區緊急應變隊成员都接受相同的核心指导，故任何成员應皆能出任各種角色，確保社區緊急應變隊的組織彈性。

## 仿效

### 巴基斯坦
巴基斯坦仿效社區緊急應變隊成立灾难準備應變小組。

### 台灣
2024年，台灣在台美合作下，建置「臺灣民間自主緊急應變隊」（英語：Taiwan-Community Emergency Response Team, T-CERT）。